# デリー・メトロ
デリー・メトロ（英: Delhi Metro, Delhi Mass Rapid Transit System (MRTS)）は、インドの首都デリーおよびその近郊に路線網を持つ地下鉄である。路線は9本あり、総延長約348.77km、駅は252に達し世界屈指の規模となっている。地下鉄とはいうものの、高架橋や地平区間が多く、純粋な地下駅は少ない。
地下鉄はデリー開発公社（Delhi Development Authority）が設立された1984年に大量輸送機関を町に作るということで計画された。インド政府と、デリー政府は1995年にDMRCを設立。1998年には建設が始まり、2002年にはレッドラインの最初の区間が開業した。以後、2004年にはイエローライン、2005年にはブルーラインとその支線、2009年にはグリーンラインとバイオレットライン、そして2011年には空港エクスプレス線(オレンジライン)と次々と開業している。次なる段階としてこれらの路線の延長も計画され、2016年に第3フェーズ整備が完工し、デリー・メトロは総延長が330キロメートル、駅数が241駅に達した。
2021年に第4フェーズが完了すると、総延長は430キロとなり、1863年創業の歴史を持つロンドン地下鉄（総延長402キロ・駅数270駅）を超え、中国に次ぎ、世界第二位の都市鉄道網になる。
2014年のイギリスのNOVAおよびコミュニティー・オブ・メトロが実施した調査よれば、世界の18のメトロ（都市鉄道）のうち、 総合顧客満足度でデリー・メトロが世界2位に選ばれた。

デリーメトロ 第3フェーズ計画路線図

## 概要

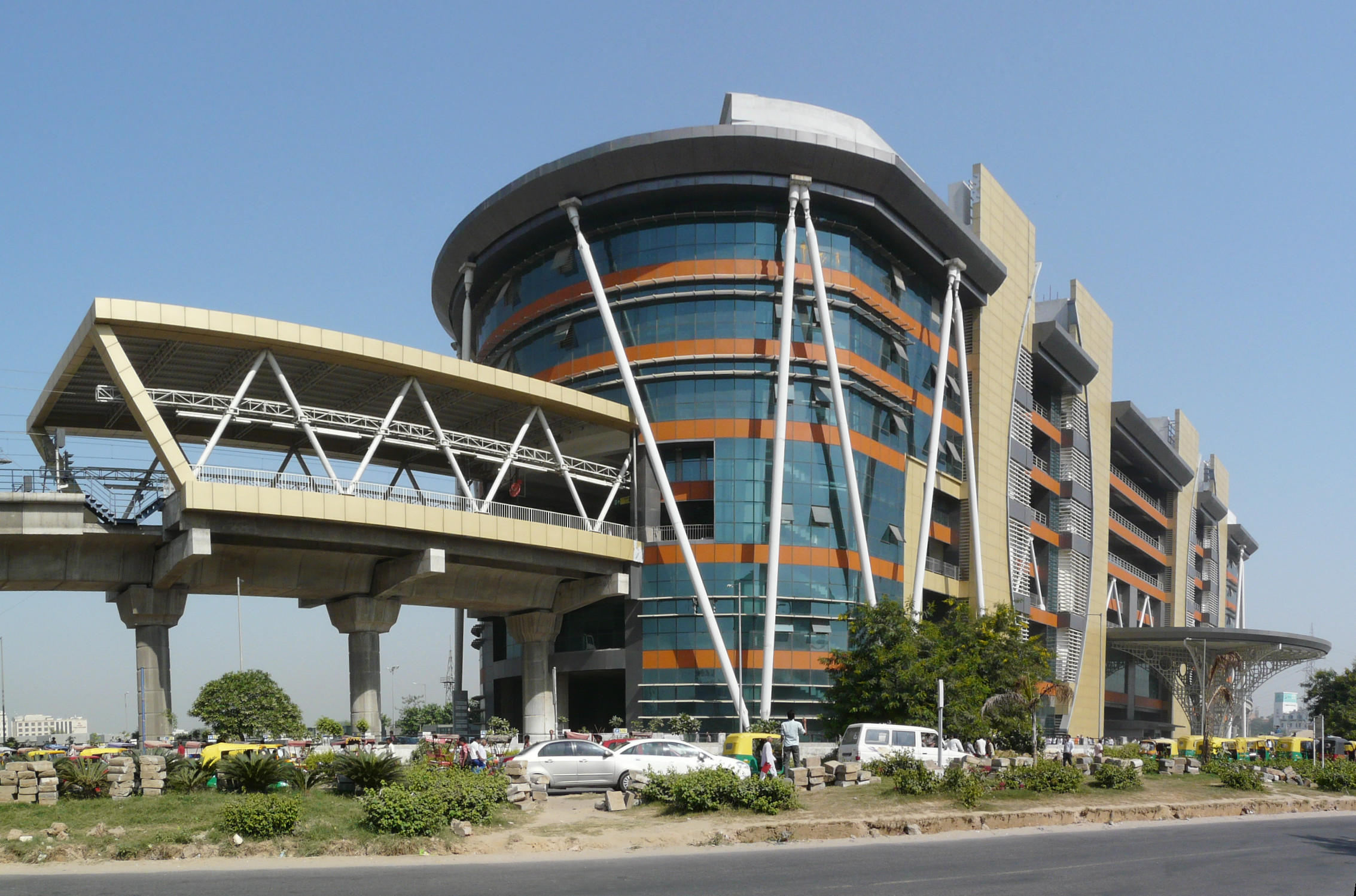
イエローラインのフダ・シティセンター駅

デリー・メトロは、2002年にインド国内ではコルカタに次いで2番目の地下鉄として開業。デリー首都圏を中心に隣接するグルガーオン、ノイダにも路線網を広げ、デリー・メトロ公社（Delhi Metro Rail Corporation Limited：DMRC)により建設・運行されている。
DMRCはデリー開発局により設立された会社である。ただし、エアポートエクスプレス線はDMRC自体も建設費等を半額負担しているものの、電力事業会社リライアンス・インフラストラクチャーとの合弁会社Delhi Airport Metro Express Private Limited (DAMEL)により運営されている。予定より大幅に遅れていたエアポートエクスプレス線は2011年2月23日に開通した。
地下鉄が建設された理由としては、経済発展による交通混雑の緩和と大気汚染を抑止する目的が大きい。また、建設にあたっては日本から政府開発援助が行われた。
運営はデリー・メトロ公社（Delhi Rail Corporation Limited, DMRC）が行っている。2010年11月現在、DMRCは6時から23時までの間に約2,700本の列車を運転しており、ラッシュ時には2.5分間隔で運転している。列車の多くは4両編成であるが、乗客の増加のためレッドライン、バイオレットラインでは6両編成化、ブルーライン、イエローラインでは8両編成化された。電化方式はいずれも架空電車線方式で、交流25,000V、50Hzである。2013-2014年度の利用客は、1日あたり219万人である。

## 歴史

### 背景
デリーにおける大量輸送機関の概要が初めて発表されたのは1969年のことである。その後何年間か、政府の複数の省庁・局に、技術や路線計画、管轄官庁といった課題について考えるための多くの委員会が設けられた。1984年にはデリー開発公社が交通システムの開発のために設立された。目的は3本の地下鉄路線の他に近郊鉄道と道路の整備も含まれていた。
広範囲における技術的な研究と、建設プロジェクトの財源が上昇することにより計画は進んでいった。その間にも市街地は著しく拡大を続け、結果として1981年からの7年で人口は2倍になり、交通量は5倍にまで増加した。必然的に、交通は混雑し人口は急上昇した、増加した通勤客は既存のバスでは運ぶことが出来ず、自家用車を選択した。
1992年には自家用バスの導入が試みられたが、ただ単に問題を増やしただけであった。未熟な運転手と稚拙な整備により、騒がしく汚いバスが道にあふれ、結果として時間通りに運転がなされなかった、ものすごい混雑の中でも無能な運転手は危険な運転をした
。 
このような状況を打破するために、インド政府とデリー市は1995年5月にE・Sreedharanを指導者にDMRCを立ち上げる。

### 建設
デリー・メトロの建設は1998年10月に始まった。インドではすでにコルカタにおいて地下鉄、コルカタ・メトロが開業していた。しかしコルカタ・メトロの建設においては「政治干渉、技術的問題、官僚的な延期」が原因で当初の12倍もの予算と酷い遅れが生じてしまった。今回はその経験を生かし、DMRCでは入札の決定と資金の管理を行う人材の確保に全力を注いだ。DMRCでは香港MTRの地下鉄運営や建設技術参考に建設を進めた。
その結果、建設過程は2000年に起きた一つの反対を除いてはスムーズに進んだ。それは軌道の幅の問題でDMRCが選択した標準軌ではなく、鉄道省がインドで標準的である広軌での建設を迫ったためであった。
デリー・メトロの建設はいくつかの段階（フェーズ）に分けられて計画されている。フェーズ1はデリーの中心地域を重点的に建設され、地下部分13.01km、地上、高架部分52.10kmの合計65.11kmで2006年10月のブルーラインの開業を持って完成した。
フェーズ2ではデリー郊外の路線の建設が進み、128kmと79の駅の建設が進められ、すでに最初の区間は2008年6月に開業、完成は2011年8月となる予定であった。その後、2016年完成をめどにフェーズ3（合計112km）、2021年完成をめどにフェーズ4（合計108km）の建設が行われる予定である。

## 路線
| 路線 | 路線                                      | 区間                                                                           | 駅数 | 距離     | 開通日         | 方式      | 軌道     | 運営                            |
| ---- | ----------------------------------------- | ------------------------------------------------------------------------------ | ---- | -------- | -------------- | --------- | -------- | ------------------------------- |
|      | レッドライン                              | シャヒード・スタル駅 - リターラ駅                                              | 29   | 34.69 km | 2002年12月25日 | 高架/地表 | 1,676 mm | DMRCL                           |
|      | イエローライン                            | サマユプール・バドゥリ駅 - フーダ・シティー・センター駅                        | 37   | 49.31 km | 2004年12月20日 | 高架/地下 | 1,676 mm | DMRCL                           |
|      | ブルーライン                              | ドワールカ・セクター21駅 - ノイダ・エレクトロニックー・シティ駅 / バイシャリ駅 | 57   | 65.45 km | 2006年1月1日   | 高架/地下 | 1,676 mm | DMRCL                           |
|      | グリーンライン                            | ブリガルディエ・ホシヤル・シン駅 - インダーローク駅 / キルティ・ナガー         | 23   | 29.64 km | 2010年4月3日   | 高架      | 1,435 mm | DMRCL                           |
|      | バイオレットライン                        | カシミヤ門駅 - ラジャ・ナハール・シン駅                                        | 34   | 46.63 km | 2010年10月3日  | 高架/地下 | 1,435 mm | DMRCL                           |
|      | オレンジライン (エアポート・エクスプレス) | ニューデリー・メトロ駅 - ドワールカ・セクター21駅                              | 6    | 22.7 km  | 2011年2月23日  | 高架/地下 | 1,435 mm | DAMEL (2011~2013) DMRCL (2013~) |
|      | マゼンタライン                            | ジャナクプリ西駅 - 植物園駅                                                    | 25   | 37.46 km | 2017年12月25日 | 高架/地下 | 1,435 mm | DMRCL                           |
|      | ピンクライン                              | マジリス公園駅 - シヴ・ビハール駅                                              | 38   | 58.59 km | 2018年3月14日  | 高架/地下 | 1,435 mm | DMRCL                           |
|      | グレーライン                              | ドワールカ駅 - ナジャフガル駅                                                  | 3    | 4.30 km  | 2019年10月4日  | 高架/地下 | 1,435 mm | DMRCL                           |

デリー・メトロは2011年2月以降、以下の6路線を持つ。各路線にはラインカラーが用いられており、路線の名称や路線図、使用車両の配色はその色のものに統一されており、分かりやすくなっている。ラインカラーは、日本の国際協力機構を通じた東京メトロの情報提供を通じて、デリー・メトロ側が採用した経緯がある。
軌道の幅はインドでは一般的な広軌（1,676mm）と標準軌（1,435mm）が混在しており、フェーズ1で開業したレッドライン、イエローライン、ブルーラインが広軌、その後に開業した路線が標準軌となっている。
レッドライン
レッドラインはメトロ開業時に最初に出来た路線（1号線）であり、2002年12月25日に最初の区間であるシャダラ駅(Shahdara)からてティス・ハザリ駅（Tis Hazari）駅までが開業した。その後3回の延伸工事を経て、2008年6月以降は西部のリッハラ駅（Rithala）から東部のシャヒード・スタル駅（Shaheed Sthal）までの34.69kmを結んでいる。ほとんどの区間で高架橋を通り、地下鉄というイメージは薄い路線である。路線図での表現、および使用車両の色は赤色（英：Red）である。
イエローライン
イエローラインは2004年12月20日に最初の区間が開通した、デリー・メトロで2番目に開業した路線（2号線）であり、地下を通る最初の路線であった。 
路線図における表現、および使用車両の色は黄色（英：Yellow）である。
ブルーライン
ブルーラインは3番目に開通した路線であり、最初の区間は2005年12月31日に開業した。デリー市外へと延びる最初の路線であり 、デリー市を中心にして西端はDwarkaに、東端は衛星都市ノイダにまたがっている。2010年1月には途中のヤムナーバンク駅（Yamuna Bank）から分岐してAnand Viharまで至る支線が完成し、2011年7月にはVaishali駅まで伸びている。既存の路線が3号線と呼ばれるのに対し、この支線は4号線と呼ばれている。路線図および車体の配色は青色（英：Blue）である。路線の大半は地上を走り、地下区間はプラガティ・マイダン駅の先からラーマクリシュナ・アシュラム・マーグ駅までの区間と終点のエアポートエクスプレス線との乗り換え駅となるドワールカ・セクター21駅付近のみとなっている。
グリーンライン
グリーンラインは2010年4月に最初の区間が開業した。5号線ともいわれる。デリーで4番目の新規地下鉄路線である。これまでに開通していたレッドライン、イエローライン、ブルーラインと異なり軌道幅が国際標準軌（1,435mm）で建設されている。全区間地上を走っており地下区間は無い。
路線図及び車体の配色は緑色（英：Green）である。
バイオレットライン
バイオレットラインはデリーにおける5番目の新規地下鉄路線で2010年10月に最初の区間が開業した。6号線とも言われる。グリーンラインに続き、標準軌を採用した路線である。
エアポート・エクスプレス線 (オレンジライン)
デリー中心地のインド国鉄ニューデリー駅からインディラ・ガンディー国際空港までを結ぶ速達路線として2011年2月に開業した。デリー・メトロ公社（DMRC）が運営する他の路線と異なり、電力事業会社リライアンス・インフラストラクチャーとの合弁会社Delhi Airport Metro Express Private Limited (DAMEL)により運営されている。この路線も標準軌を採用、平均駅間距離は4km余りと他の路線に比べて長く、最高速度135km/hの高速運転に対応している。また、運賃体系も他の路線とは異なっている。デリー・エアポート・メトロ・エクスプレス（Delhi Airport Metro Express、DAME）もしくはオレンジライン（Orange Line）と呼ばれる。路線図の配色は橙色（英：Orange）であるが、車体はオレンジではない。なお、高架構造に問題が見つかったとして、検査と修復のために2012年7月8日より2ヶ月の予定で運行を中止した。2013年1月に運行を再開した。
ピンクライン（Pink Line）
2018年3月14日に部分開業。7号線とも言われる。
マゼンタライン（Magenta Line）
8号線ともいわれる。2017年12月25日に部分開業、2018年5月29日に全線開業した。インディラ・ガンディー国際空港のターミナル1Dに接続する路線である。

## 車両
デリー・メトロの車両は、広軌（1,676mm）を採用するレッドライン、イエローライン、ブルーラインのものと、標準軌（1,435mm）を採用するグリーンライン、バイオレットライン、エアポートエクスプレスラインに分けられる。また、標準軌を採用する路線の中でもエアポート・エクスプレスライン用車両は車内設備などの点において、他の通勤型車両とは印象が大きく異なる。

### 製造メーカー

#### 広軌
初期段階（フェーズ1、いずれも広軌路線用）では韓国・現代ロテムと日本・三菱電機、三菱商事による外資系コンソーシアムが落札しており、ロテムが車体を、三菱電機が電装品を納入した。このうちロテムが担当する車体の製造については、インド国営重工業メーカーのBEMLに技術移転がなされて、BEMLが製造している。
フェーズ2の広軌路線用ではドイツのボンバルディア・トランスポーテーションが受注、一部をドイツやスウェーデンの工場で作った後はインド工場に拠点を移し、計500両余りを納入している。

#### 標準軌
標準軌用車両ではLBEMのバンガロール工場で製造され納入した。エアポート・エクスプレスラインはスペインのCAFが受注している。

### 車体外観
広軌用車両、標準軌車両ともにステンレス製無塗装で丸みを帯びており、車体下部が広く上部が狭い台形型の断面で、どれもよく似ている。ドアは外吊り式（エアポートエクスプレス用車両はプラグドア。）
交流高圧架線電化であり、屋根上にはパンタグラフを搭載、クーラーも全ての車両に搭載している。

### 車内設備
基本的にオールロングシートであり、車内には立ち客用にポールとつり革が備え付けられている。
エアポート・エクスプレスラインのみはオールクロスシートを採用し、トランクなどを置く荷物スペースが各車両に設けられている。

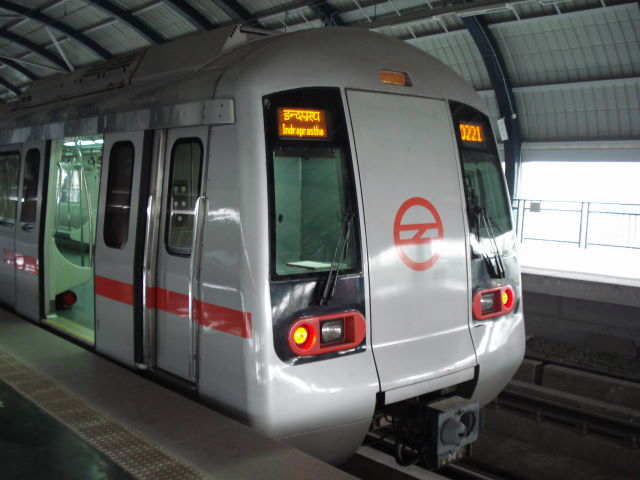
レッドラインの車両（４両編成｜三菱自動車工業株式会社ロテム社製）
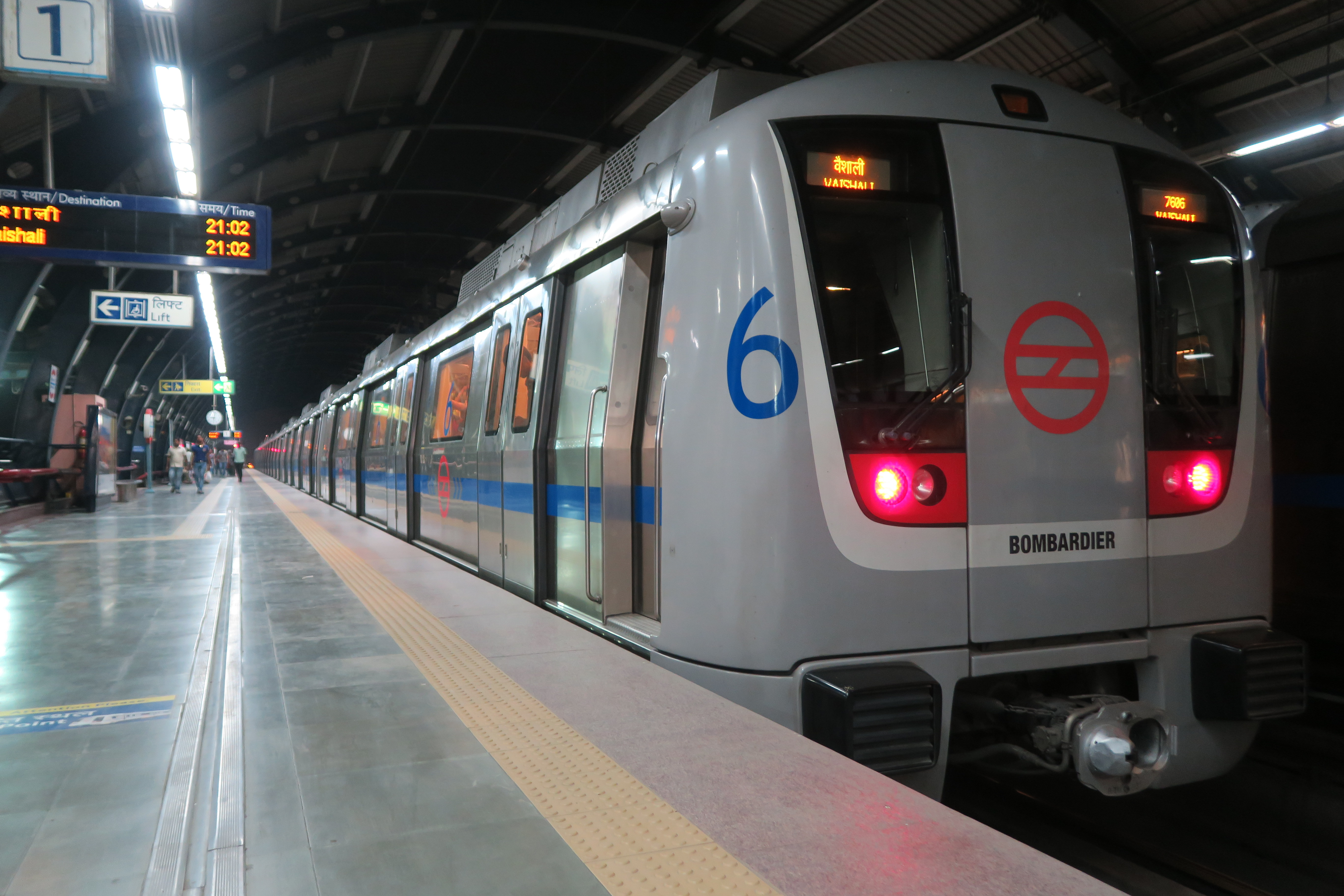
ブルーラインの車両（6両編成｜ボンバルディア社製）
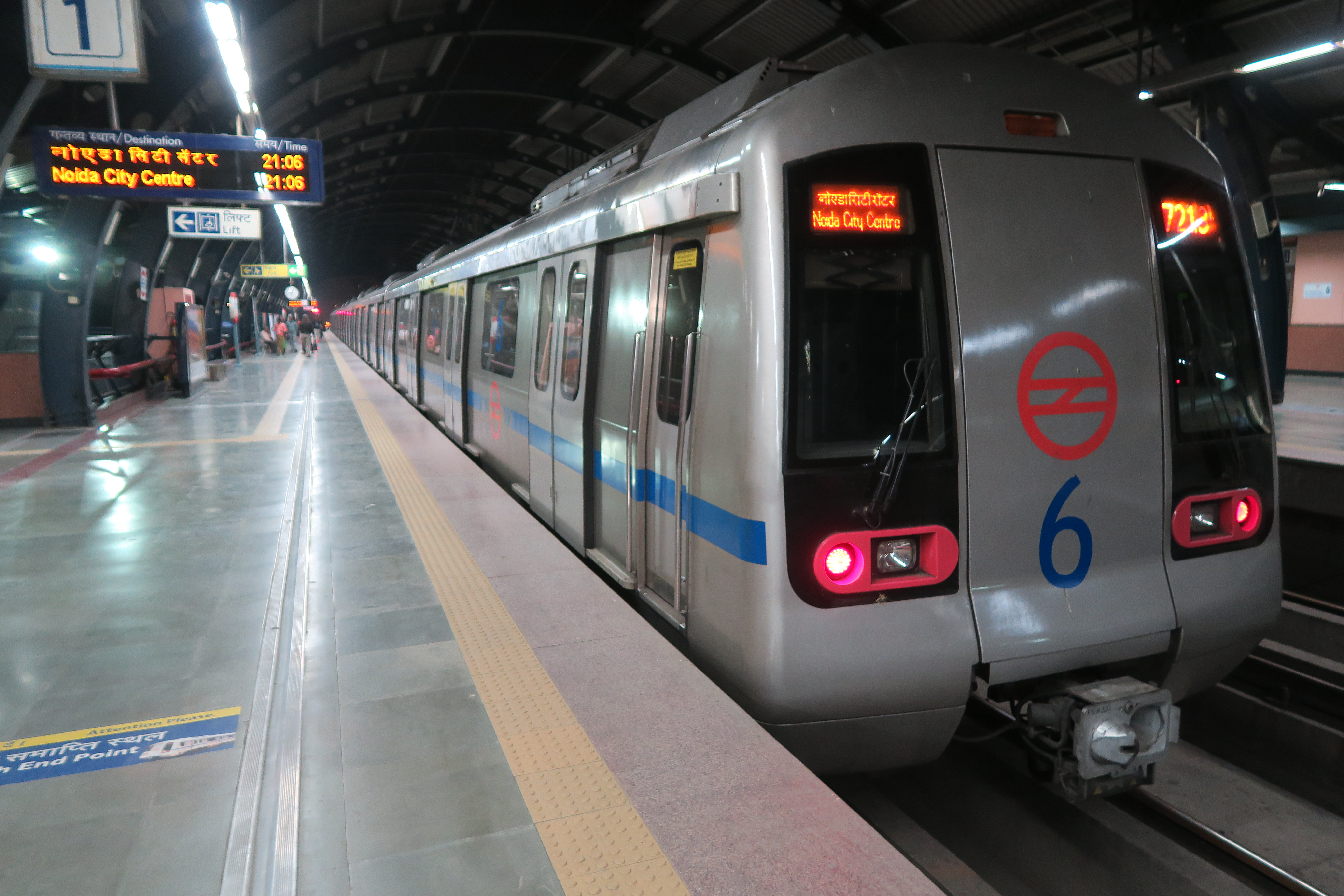
ブルーラインの車両（6両編成｜三菱自動車工業株式会社と現代ロテム）
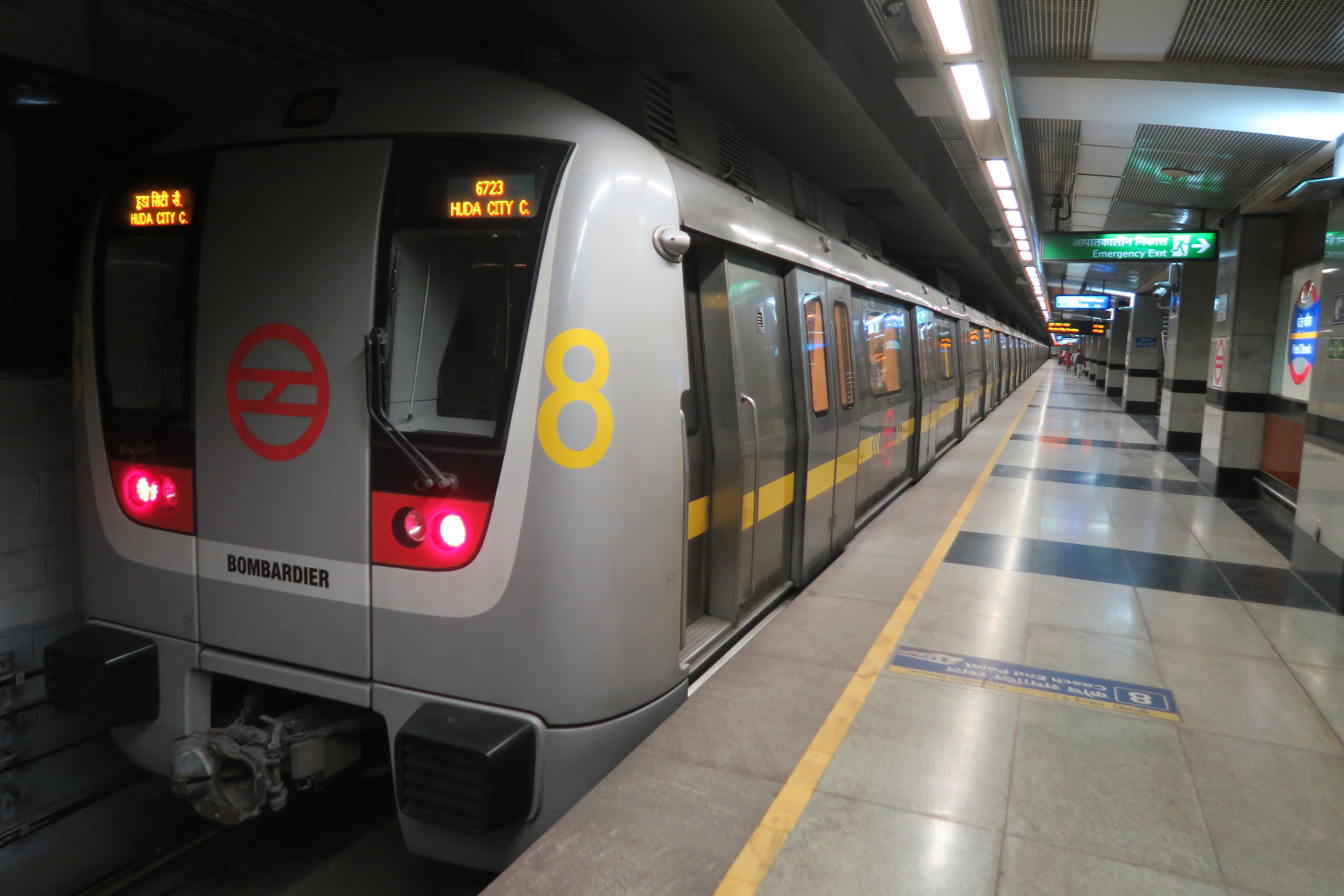
イエローラインの車両（８両編成｜ボンバルディア社製）
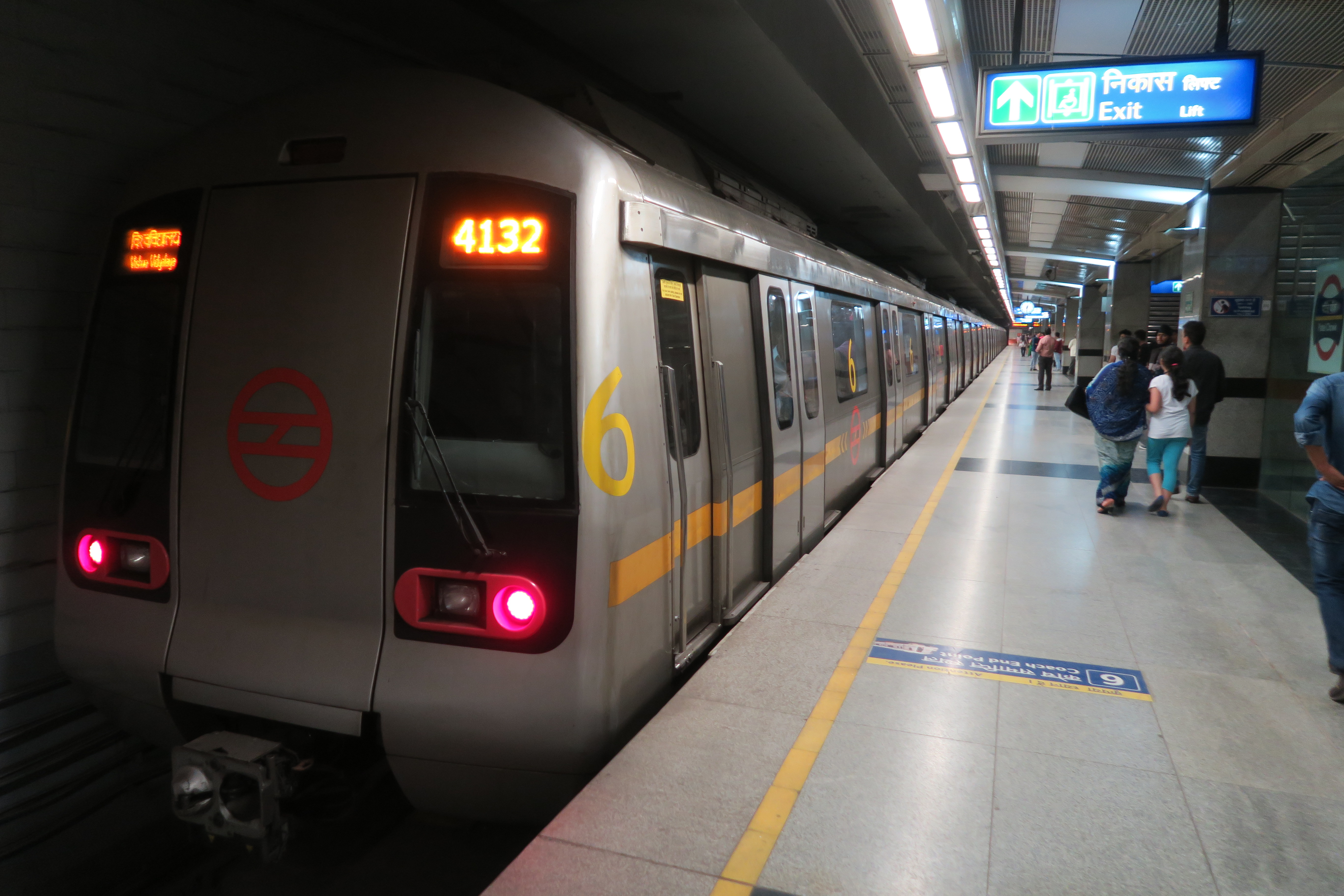
6両編成時代のイエローライン（三菱自動車工業株式会社と現代ロテム）
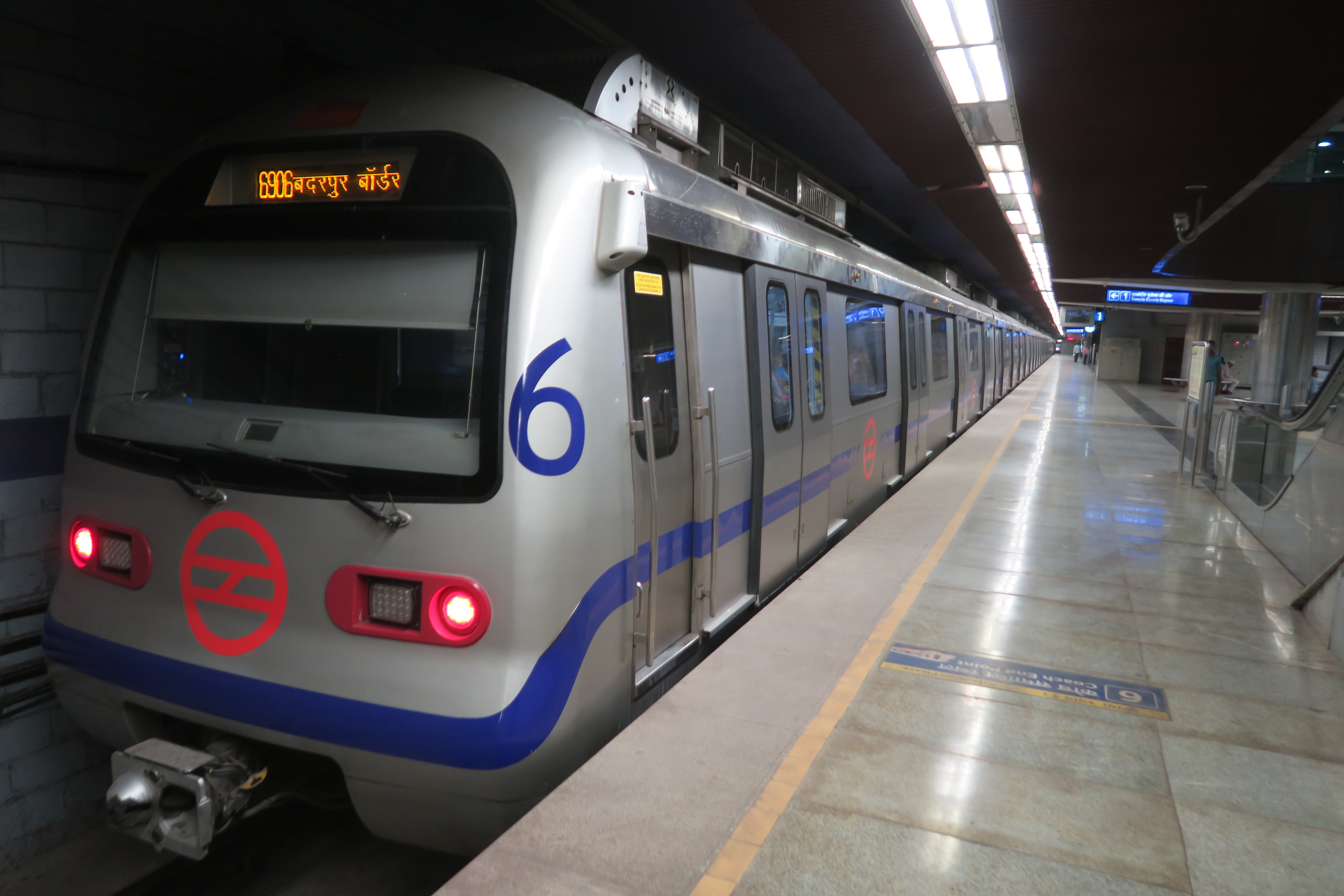
バイオレットラインの車両（6両編成｜BEML社製）
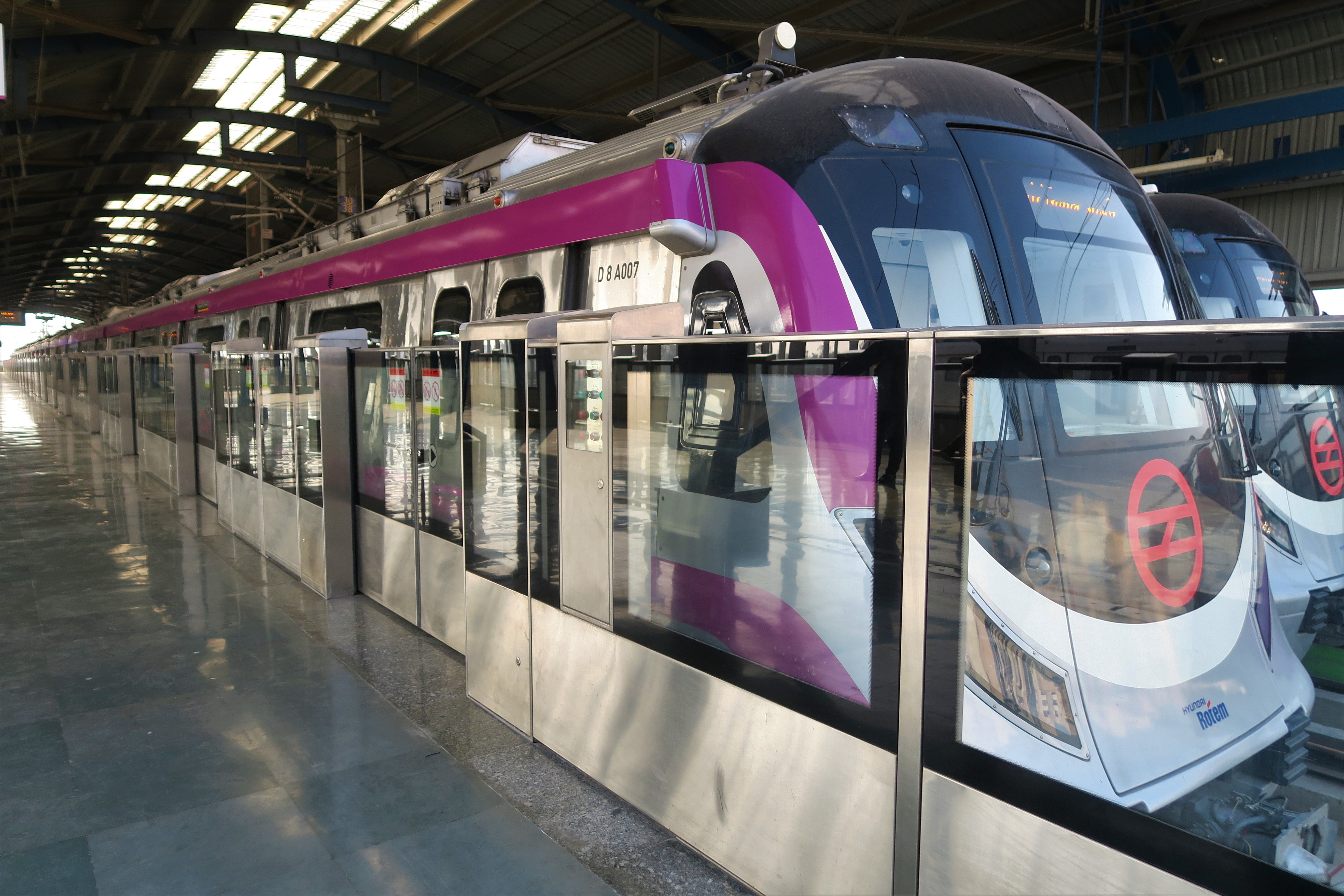
マゼンタラインの車両（6両編成｜現代ロテム社製）
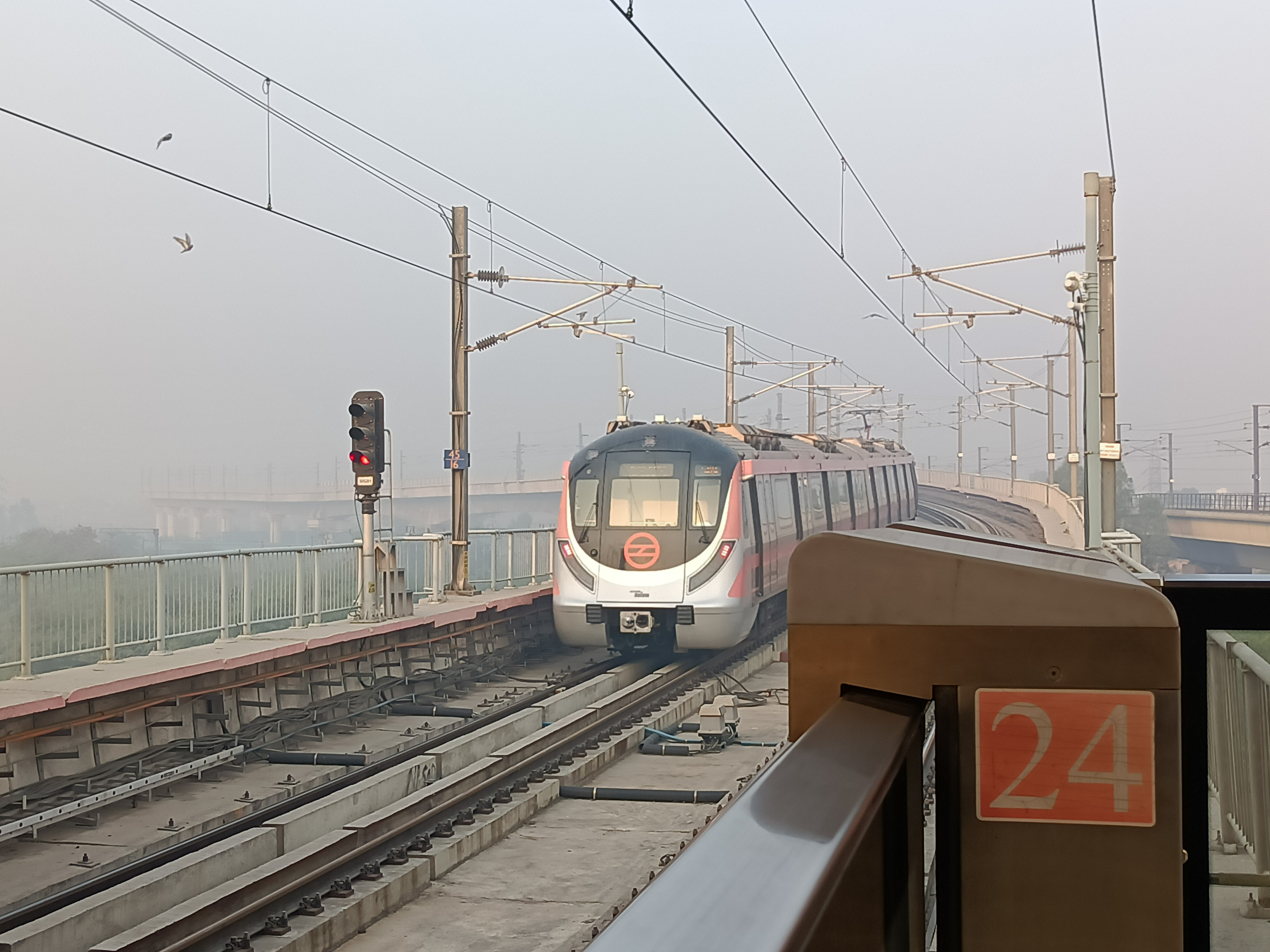
ピンクラインの車両（6両編成｜現代ロテム社製）
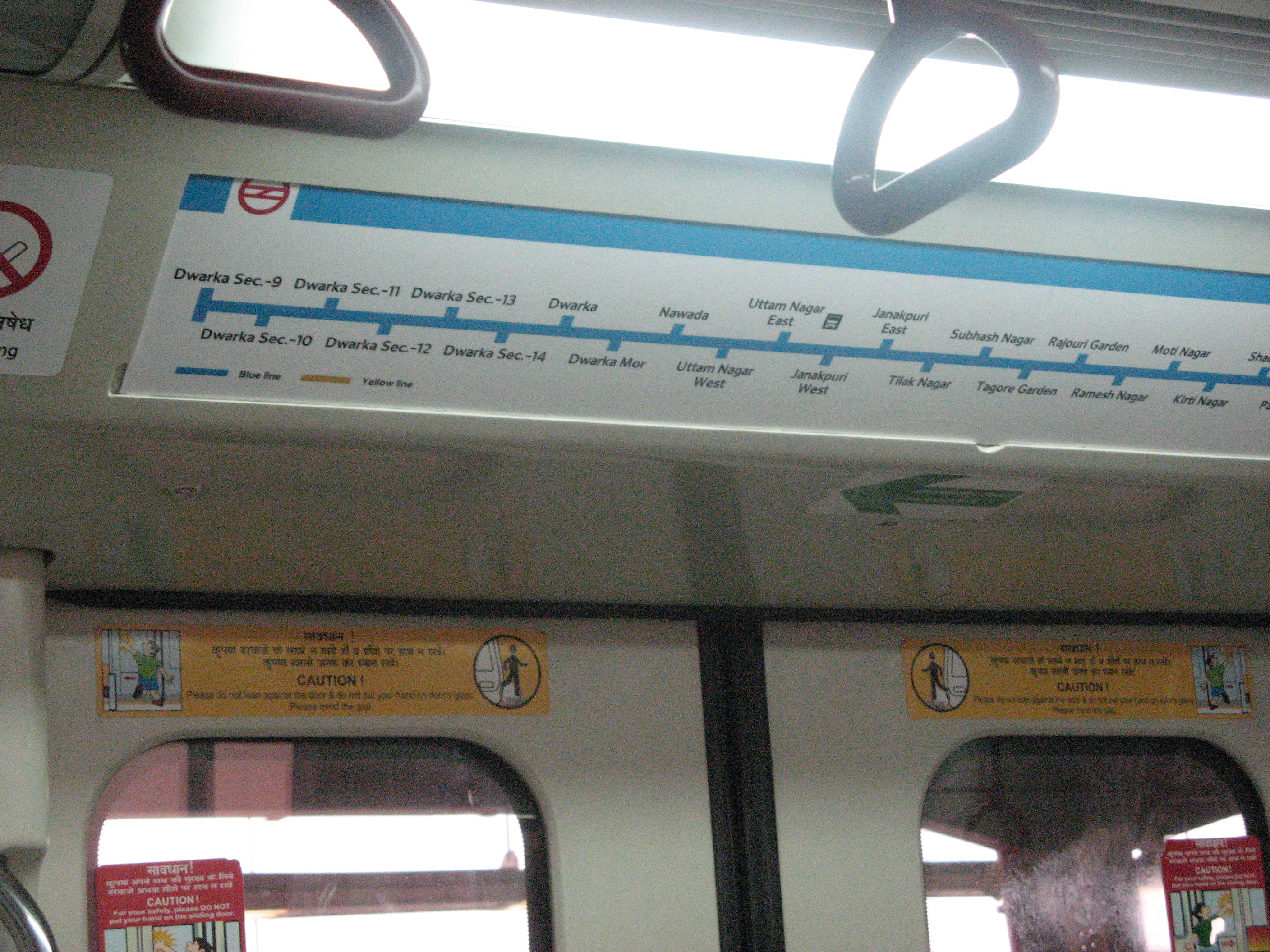
車内ドア上部の路線図（2010年）
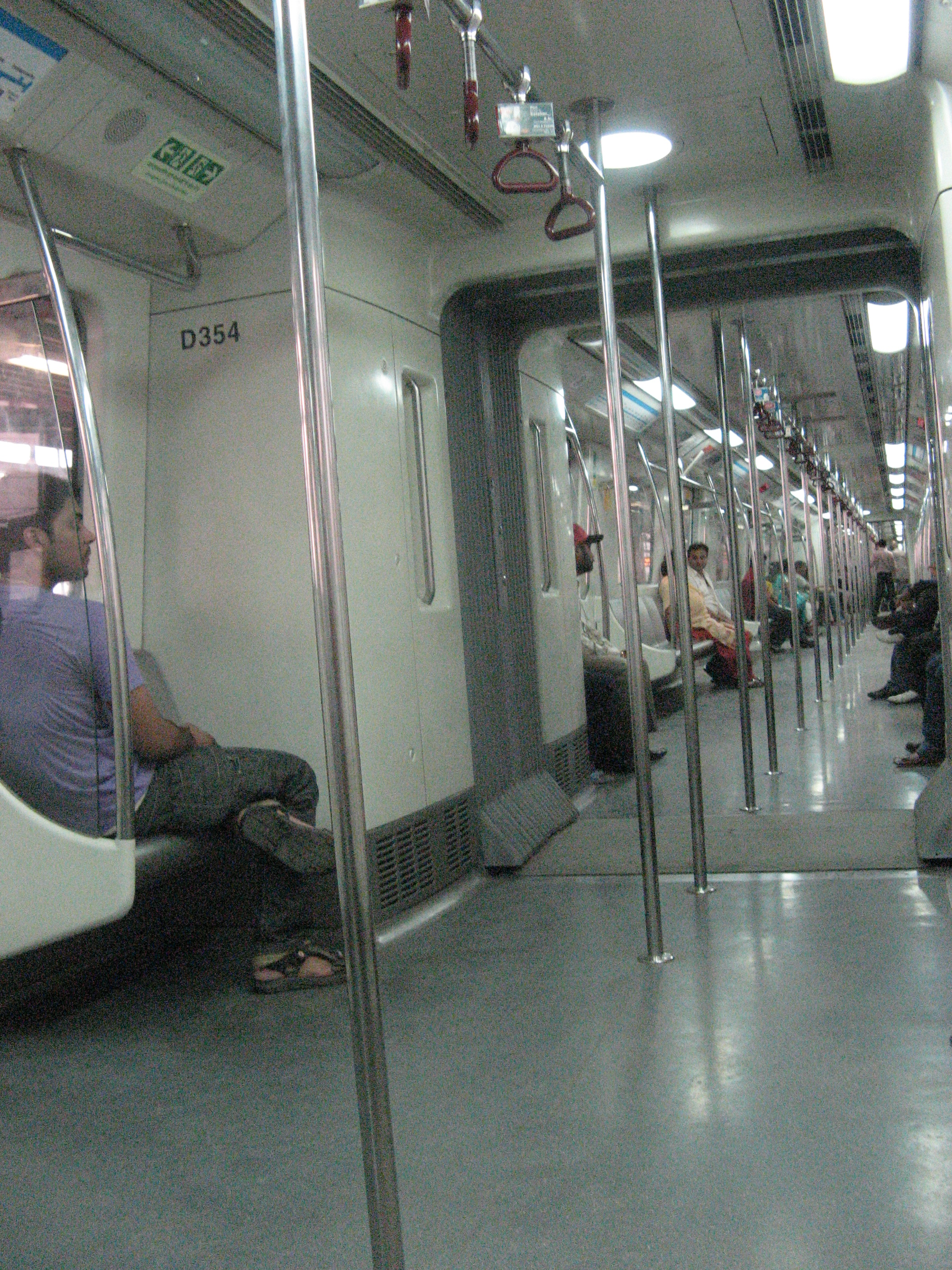
つり革とポールの目立つ車内
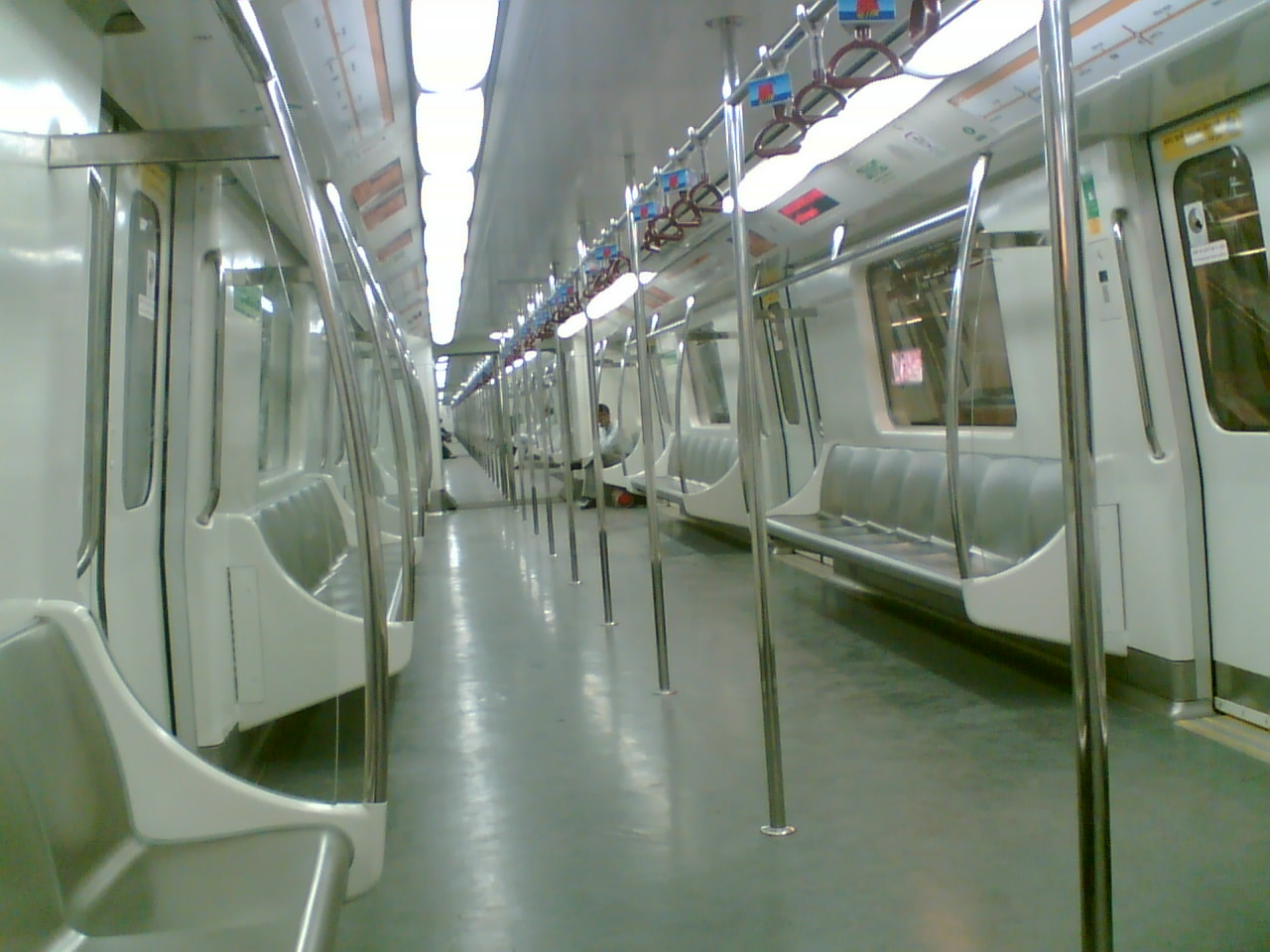
車内

## 運行形態

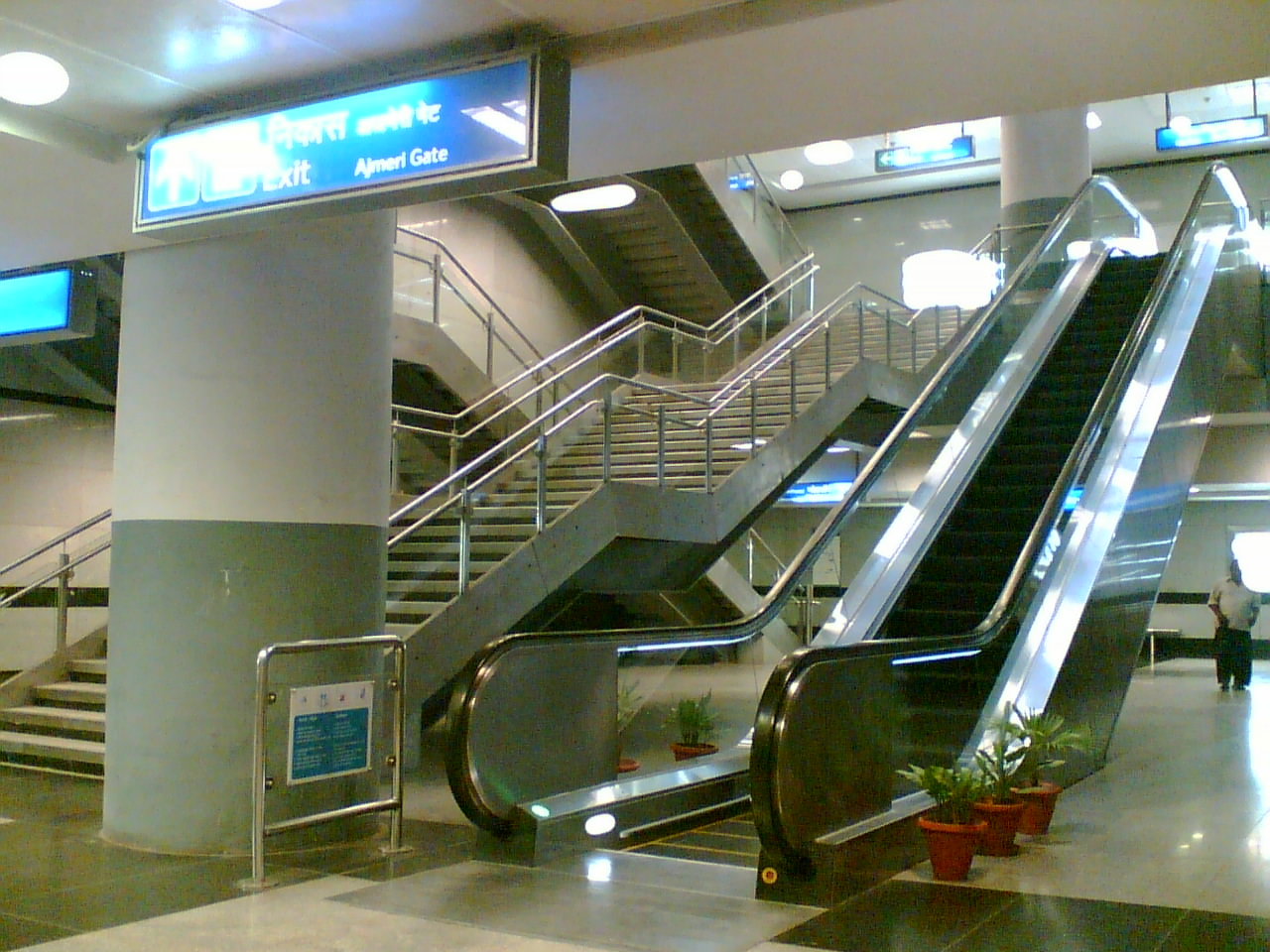
駅構内の写真

デリーメトロの各路線は6時から23時まで、3分から5分毎に運行しており、各駅間の最高速度は80km/h、平均停車時間は20秒である。接近放送などの案内放送は自動化されており、ヒンディー語と英語に対応している。また、多くの駅ではATM、レストラン、コンビニエンスストアなどが併設されている。列車内及び駅構内では飲食、喫煙、ガムを噛むことは禁止されている。また、車両や駅は耐火性素材が使われ、万が一出火した時のために火災警報器も設置されている。

## 乗車券と運賃制度

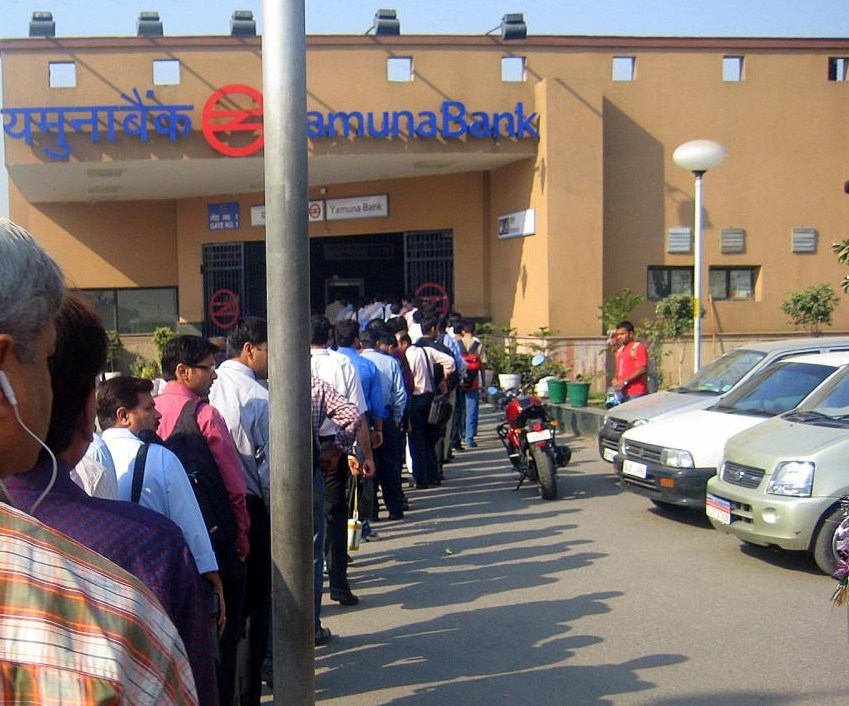
切符を買い求める人で混雑する駅

デリー・メトロの乗車方式は日本の地下鉄などと同じであり、駅の券売機もしくは窓口で乗車券を購入後、自動改札機に通してホームへと向かうものとなっている。運賃は距離に比例して高くなる方式。
乗車時には代用貨幣（Token、トークン）を使用する。デリーメトロのトークンは青色ないしはオレンジ色の小さな円盤で中にICチップが埋め込まれており、これを改札機にかざして入場する。仕組みとしては日本で用いられているIC乗車券、SuicaやPASMOなどの技術と同じである。出場時には改札機に空いた穴?にトークンを落とすことで出場する。トークンは回収されて再利用される。払い戻しは未使用且つ購入後60分以内のものに限り、発売した駅で取り扱う。
この他に通勤客や旅行客向けに以下の割引乗車券がある。

### トラベルカード (Travel Card)
デリー在住の通勤者などで特に頻繁にメトロをよく利用する人向けに発売される割引乗車券である。トークンと同様ICチップの埋め込まれたものであるが、名前の通りカードである。購入時に100Rs（インド・ルピー）から1000Rsの間でチャージ可能だが、そのうち50Rsはデポジットとして利用することはできない。残額が少なくなれば、自動券売機において100Rs単位でのチャージが可能である。なお、払い戻しの際はカード残額を払い戻すことはできず、デポジットの50Rsのみを払い戻す。有効期限は最後にチャージした日から1年間。

### ツーリストカード（Tourist Card）
メトロ全線が乗り放題となるカードで、これもICチップが埋め込まれたもので改札でかざして使用する。有効期限1日のものと3日のものがあり、値段は1日用が200Rs、3日用が500Rsである。この金額にはデポジット50Rsが含まれる。カード返却時にデポジット代金は返却されるが、それ以外の残金は返却されない（2023年6月現在）。

## 事故
2009年7月12日、市内ザムルードプル（Zamroodpur）にて建設中の橋脚が倒壊する事故が起き、6人が死亡、15人が負傷した。 翌日にクレーンにより瓦礫が撤去されるも、ボウリングのピンのようにクレーン近くの橋脚2本が更に倒壊し、6人が負傷した。
事故の起きた路線部は2010年9月に開通予定であった。